# Grand Prix E3 2003
Le Grand Prix E3 2003 est la 46e édition de cette course cycliste masculine sur route. Il a lieu le 29 mars 2003 en Belgique. Elle a été remportée par le Néerlandais Steven de Jongh (Rabobank) devant l'Allemand Steffen Wesemann (Telekom) et le Belge Stijn Devolder (Vlaanderen-T-Interim).

## Présentation

### Équipes
Vingt-trois équipes participent à la course : 17 faisant partie des GSI, la première division mondiale, et les six dernières des GSII, la seconde division mondiale.
| Groupes sportifs I (17)- Saeco-Longoni Sport - Palmans-Collstrop - Rabobank - AG2R Prévoyance - Vini Caldirola-Saunier Duval - Cofidis-Le Crédit par Téléphone - Lotto-Domo - Landbouwkrediet-Colnago - CSC - Fdjeux.com - Alessio - US Postal Service-Berry Floor - Quick Step-Davitamon - Fakta - Crédit agricole - Telekom - Fassa Bortolo Groupes sportifs II (6)- Marlux-Wincor Nixdorf - Bankgiroloterij - De Nardi-Colpack-Astro - Flanders-iTeamNova - Vlaanderen-T-Interim - CCC Polsat-Atlas |
| |

## Classements

### Classement final[1]
| \| Classement général \| Classement général \| Classement général \| Classement général \| Classement général \| \| Coureur \| Coureur \| Pays \| Équipe \| Temps \| \| ------------------ \| ------------------- \| ------------------ \| ------------------------------- \| ------------------ \| \| 1er \| Steven de Jongh \| Pays-Bas \| Rabobank \| 4 h 33 min 00 s \| \| 2e \| Steffen Wesemann \| Allemagne \| Telekom \| + 0 s \| \| 3e \| Stijn Devolder \| Belgique \| Vlaanderen-T-Interim \| + 0 s \| \| 4e \| Raivis Belohvoščiks \| Lettonie \| Marlux-Wincor Nixdorf \| + 4 s \| \| 5e \| Frédéric Guesdon \| France \| Fdjeux.com \| + 4 s \| \| 6e \| Enrico Cassani \| Italie \| Alessio \| + 4 s \| \| 7e \| Jaan Kirsipuu \| Estonie \| AG2R Prévoyance \| + 26 s \| \| 8e \| Jans Koerts \| Pays-Bas \| Bankgiroloterij \| + 26 s \| \| 9e \| Jo Planckaert \| Belgique \| Cofidis-Le Crédit par Téléphone \| + 26 s \| \| 10e \| Max van Heeswijk \| Pays-Bas \| US Postal Service-Berry Floor \| + 26 s \| \| 11e \| Dario Pieri \| Italie \| Saeco-Longoni Sport \| + 26 s \| \| 12e \| Tom Boonen \| Belgique \| Quick Step-Davitamon \| + 26 s \| \| 13e \| Stefan van Dijk \| Pays-Bas \| Lotto-Domo \| + 26 s \| \| 14e \| Tristan Hoffman \| Pays-Bas \| CSC \| + 26 s \| \| 15e \| Matthias Kessler \| Allemagne \| Telekom \| + 26 s \| \| 16e \| Roger Hammond \| Royaume-Uni \| Palmans-Collstrop \| + 26 s \| \| 17e \| Gerben Löwik \| Pays-Bas \| Bankgiroloterij \| + 26 s \| \| 18e \| Philippe Gaumont \| France \| Cofidis-Le Crédit par Téléphone \| + 26 s \| \| 19e \| Gianluca Bortolami \| Italie \| Vini Caldirola-Saunier Duval \| + 26 s \| \| 20e \| Fabio Baldato \| Italie \| Alessio \| + 26 s \| |                     |             |                                 |                 |
| |                     |             |                                 |                 |
| |                     |             |                                 |                 |
| Classement général |                     |             |                                 |                 |
| Coureur | Coureur             | Pays        | Équipe                          | Temps           |
| 1er | Steven de Jongh     | Pays-Bas    | Rabobank                        | 4 h 33 min 00 s |
| 2e | Steffen Wesemann    | Allemagne   | Telekom                         | + 0 s           |
| 3e | Stijn Devolder      | Belgique    | Vlaanderen-T-Interim            | + 0 s           |
| 4e | Raivis Belohvoščiks | Lettonie    | Marlux-Wincor Nixdorf           | + 4 s           |
| 5e | Frédéric Guesdon    | France      | Fdjeux.com                      | + 4 s           |
| 6e | Enrico Cassani      | Italie      | Alessio                         | + 4 s           |
| 7e | Jaan Kirsipuu       | Estonie     | AG2R Prévoyance                 | + 26 s          |
| 8e | Jans Koerts         | Pays-Bas    | Bankgiroloterij                 | + 26 s          |
| 9e | Jo Planckaert       | Belgique    | Cofidis-Le Crédit par Téléphone | + 26 s          |
| 10e | Max van Heeswijk    | Pays-Bas    | US Postal Service-Berry Floor   | + 26 s          |
| 11e | Dario Pieri         | Italie      | Saeco-Longoni Sport             | + 26 s          |
| 12e | Tom Boonen          | Belgique    | Quick Step-Davitamon            | + 26 s          |
| 13e | Stefan van Dijk     | Pays-Bas    | Lotto-Domo                      | + 26 s          |
| 14e | Tristan Hoffman     | Pays-Bas    | CSC                             | + 26 s          |
| 15e | Matthias Kessler    | Allemagne   | Telekom                         | + 26 s          |
| 16e | Roger Hammond       | Royaume-Uni | Palmans-Collstrop               | + 26 s          |
| 17e | Gerben Löwik        | Pays-Bas    | Bankgiroloterij                 | + 26 s          |
| 18e | Philippe Gaumont    | France      | Cofidis-Le Crédit par Téléphone | + 26 s          |
| 19e | Gianluca Bortolami  | Italie      | Vini Caldirola-Saunier Duval    | + 26 s          |
| 20e | Fabio Baldato       | Italie      | Alessio                         | + 26 s          |

## Liste des participants
| Légende | Légende                                                                    | Légende | Légende                                                    |
| ------- | -------------------------------------------------------------------------- | ------- | ---------------------------------------------------------- |
| Num     | Dossard de départ porté par le coureur sur ce Grand Prix E3                | Pos     | Position à l'arrivée de la course                          |
|         | Indique un maillot de champion national ou mondial, suivi de sa spécialité | NP      | Indique un coureur qui n'a pas pris le départ de la course |
| AB      | Indique un coureur qui n'a pas terminé la course                           | HD      | Indique un coureur qui a terminé la course hors des délais |